# 垂見圭竹
垂見 圭竹（たるみ けいちく）は、日本のフラワーアーキテクト。
株式会社ラダック代表取締役社長。
フラワーアーキテクトとして羽田空港JAL国際線ラウンジや伊勢丹新宿本店ほかの空間デザインを手掛ける。

## 人物
幼少期より華道・茶道を嗜み師範の資格を取得。その後株式会社竹中工務店設計部所属。
1997年にLADAKH flower studioを設立する。
2021年に写真集「KEICHIKU TARUMI」出版。現在は南青山にて会員向け教室を定期開催している。

## 活動経歴
羽田空港
- ＪＡＬ国際線ファーストクラスラウンジ「サクララウンジ」グリーンコーディネート担当

レクサス星が丘
- 「ラトビア・デザイン・ライフスタイルフェア」グリーンコーディネート担当[2]

メルセデス
- 「ベンツコネクション」グリーンコーディネート担当

銀座三越
- 「ギンザファッションウィーク」内のナイトイベントでデモンストレーションを披露[3]
- 招待制ナイトパーティ「垂見圭竹 秋の花スペシャルインスタレーション＆トークショー」開催[4]
- 雑誌ハーパース バザーとのコラボイベントにてインスタレーションを披露[5]

伊勢丹新宿本店
- 「村瀬治兵衛氏漆器×垂見圭竹」開催[6]

資生堂クレ・ド・ポー ボーテ
- 「ラグジュアリーで芯のある女性」インターナショナル版にて日本人2名中の1人に選出
- 銀座蔦屋書店にて開催された写真展「Another Side of Radiance」のテーマである横顔が美しい6人の女性に選出される[7]